# Asociación Mutual Social y Deportiva Atlético de Rafaela
Asociación Mutual Social y Deportiva Atlético de Rafaela é uma agremiação esportiva argentina da cidade de Rafaela, na Argentina. Atualmente jogando na segunda divisão argentina. O clube possui rivalidade com o Ben-Hur.

## História
Em 1907, o Club Atlético Argentino de Rafaela foi fundada na cidade de Rafaela, na Província de Santa Fe. Em 1915, o nome foi mudado para Club Atlético de Rafaela. O Estádio Monumental de Barrio Alberdi, casa do Rafaela foi erguido em 1951.
O clube foi transformada em uma organização sem fins lucrativos, em 1988, renomeado para sua denominação atual da Asociación Mutual Social y Deportiva Atlético de Rafaela (Social e Desporto Rafaela Athletic Association). Apenas um ano depois, o clube finalmente chegou à segunda divisão após derrotar por 3-0 o Atlético Ledesma.
Atlético de Rafaela jogou 14 anos na segunda divisão, até que conseguiu subir para a Primeira Divisão na temporada 2002-2003. Depois de perder para o Huracán de Tres Arroyos, Atlético de Rafaela foi rebaixado para a segunda divisão.
A temporada seguinte, eles perderam a chance de voltar à primeira divisão depois de perder a promoción, contra o Argentinos Juniors
Os Fãs Atlético de Rafaela são conhecidos como cremosos ou Celestes, e a Barra de Los Trapos ("Barra Brava" do clube) é o grupo de pessoas que segue a equipe por toda parte.
A instituição tem também, desde 1919, um carro de corridas importantes do circuito, que é anfitrião de muitas competições, incluindo o Turismo Carretera (desde 1941) e TC 2000 (desde 1983).

## Títulos
- Primera B Nacional (2): 2002-2003, 2010-2011